# Johan de Meij

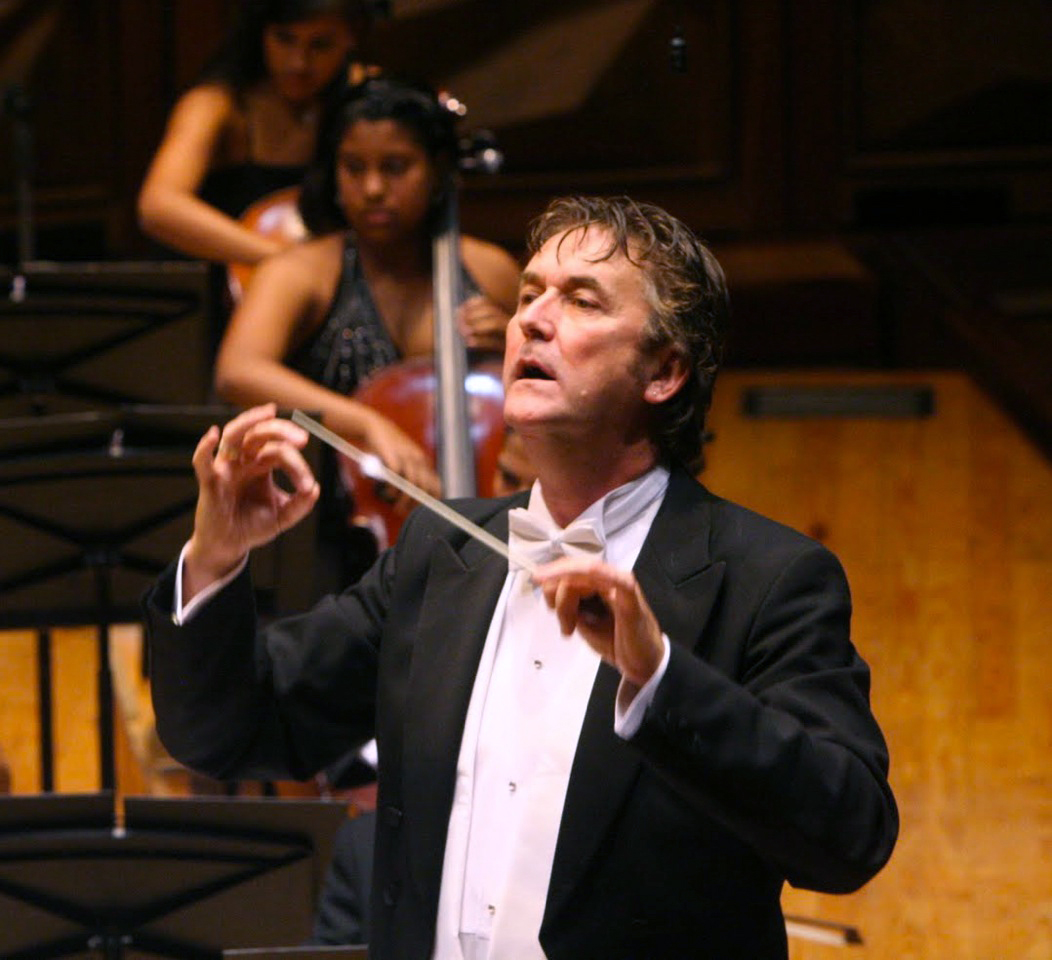
Johan de Meij

Johan de Meij, född 23 november 1953, är en nederländsk tonsättare som mest skrivit musik för blåsinstrument. Själv spelar de Meij trombon. Hans mest kända komposition är hans första symfoni från 1988, som också finns i en sättning för full orkester från 2001. Symfonin vann Sudler Composition Award 1989.

## Kompositioner (urval)

### Symfonier
- Symfoni Nr. 1 "Sagan om ringen" (1988)
  1. Gandalf
  2. Lothlórien
  3. Gollum
  4. En resa i mörker
  5. Hobbitar

- Symfoni Nr. 2 "The Big Apple" (En New York symfoni) (1993)
  1. Skyline - Allegro assai
  2. Interlude - Times Square Cadenza
  3. Gotham - Largamente, allegro agitato e nervoso

- Symfoni Nr. 3 "Jorden" (2006)
  1. Ensam planet
  2. Jorden
  3. Moderjord